# China News Analysis

China News Analysis est un bulletin d'informations périodique publié par les Jésuites à Hong Kong puis à Taïwan de 1953 à 1998 et passant en revue les évolutions politiques et sociales en Chine communiste. Son créateur est le père jésuite László Ladány, qui en fut l'unique rédacteur de 1953 à 1982, date de son départ à la retraite. 
À l'époque de sa création, China News Analysis était, selon ses termes, « le seul bulletin d'informations anglophone sur la Chine reposant sur des sources chinoises » et « destiné à toutes les personnes désirant s'informer sur les événements se déroulant en Chine ».
Sa périodicité fut hebdomadaire jusqu'en 1979, puis quinzomadaire. Après le départ du père Ladany, le bulletin, qui totalisait 1250 numéros et quelque 8750 pages, cessa de paraître jusqu'en janvier 1984, date à laquelle une nouvelle équipe rédactionnelle de quatre Jésuites prit le relais : les pères Maurice Brosseau (directeur de publication), Dominique Tyl (rédacteur en chef), Michel Masson and Yves Nalet (rédacteurs). En 1984, le bulletin resta quinzomadaire, mais en 1985 il devint bimensuel, avec en tout 25 numéros par an, le 25e constituant les tables d'index de l'année. En 1988, le père Michel Masson devint directeur de publication tandis que le père Yves Nalet passait rédacteur en chef.  
En 1994, le périodique se transporta à Taïwan, au tout nouveau Socio-Cultural Research Center (SCRC) de la faculté de droit de l'université catholique Fu Jen, où il continua à paraître jusqu'en décembre 1998 avec le père Nalet comme rédacteur en chef.